# Gadopsis
Genre
Gadopsis est un genre de poissons carnivores d'eau douce d'Australie petits ou moyens. Il a longtemps été considéré comme une famille à lui seul (Gadopsidae) mais il est maintenant considéré comme faisant partie de la famille des Percichthyidae. On en connaît deux espèces principales : Gadopsis marmoratus et Gadopsis bispinosus mais il pourrait exister d'autres espèces de ce genre.

## Liste des espèces
- Gadopsis bispinosus Sanger, 1984
- Gadopsis marmoratus Richardson, 1848